# Çarşamba (Samsun)
Çarşamba (in turco "mercoledì") è un comune (belediye) nell'omonimo Ilçe (distretto) della provincia di Samsun sulla costa turca del Mar Nero e allo stesso tempo un comune della Büyüksehir belediyesi Samsun (comune metropolitano/provincia metropolitana) creata nel 1993. Dalla riforma territoriale del 2013, il comune è identico al distretto in termini di superficie e di popolazione.
Çarşamba si trova a circa 33 km dalla più grande città portuale del Mar Nero, Samsun. Il fiume Yeşilırmak scorre attraverso la città e sfocia nel Mar Nero formando il delta di Çarşamba. La diga di Çakmak si trova nel sud-ovest del distretto. 

## Storia
Intorno al 4000 a.C., l'area dell'odierna Çarşamba fu per la prima volta colonizzata e temporaneamente governata dagli Ittiti. Nel 670 a.C., la città passò sotto il dominio dei Milesi e divenne parte della colonia di Amisos (Samsun). Nel VI secolo a.C. la città fu occupata dai Persiani e nel 63 a.C. fu incorporata all'Impero Romano. Nell'XI secolo, Çarşamba fu conquistata dai turchi Selgiuchidi. Nel 1185, il sultano selgiuchide Qilij Arslan II divise il suo impero in undici territori per i suoi undici figli. Rüknettin Süleyman Şah ottenne la regione in cui si trova Çarşamba. Dopo la fine dell'impero selgiuchide, Çarşamba divenne il centro del principato turco di Canik, che era guidato da cinque principi, di cui i Tacettinoğulları (figli di Taceddin) governavano Çarşamba e i suoi dintorni. Nel 1428 fu incorporata all'Impero ottomano e temporaneamente amministrata da Yörgüç Paşa, Hoca Ali Paşa, Hazinedaroğulları. 
Dopo la Caduta di Costantinopoli nel 1453, quando si trattò di ripopolare la città, Maometto II trasferì da Çarşamba parecchi abitanti, che si stanziarono nell'omonimo quartiere di Istanbul a cui dettero il nome.
Nel XVII secolo, a ovest del fiume esisteva un quartiere cristiano. Intorno al 1847, l'area intorno a Samsun fu rimossa dalla provincia di Sivas e incorporata nella provincia di Trebisonda. Nel 1870, Çarşamba fu elevata allo status di kaza ("città "). A quel tempo, essa aveva 32 153 uomini, 9 200 famiglie (una casa o un appartamento per famiglia) e 119 villaggi.
Gran parte della popolazione giovane prese parte alla Guerra d'indipendenza turca. Nel 1920, Topal Osman Ağa ("Osman lo Zoppo") fu incaricato di disarmare le bande greche e armene sulle montagne. Dopo che la sicurezza dei cittadini fu garantita, sempre più persone migrarono di nuovo a Çarşamba.
Dopo l'invasione turca di Cipro del 1974, diversi abitanti si trasferirono in diversi centri dell'isola, fra cui Lapathos.

## Amministrazione
Çarşamba divenne un distretto (İlçe) della Turchia nel Sangiaccato di Canik (Samsun) del Vilayet di Trebisonda subito dopo la fondazione della repubblica nel 1923, e nel 1925  fu stabilita un'amministrazione distrettuale. Fino alla fine del 2012, il distretto era composto dai quattro comuni (Belediye) di Ağcagüney, Çınarlık, Dikbıyık e Hürriyet, e da 121 villaggi (Köy) in due Bucak, oltre alla città del distretto. Nel corso della riforma amministrativa del 2013, le mahalle delle quattro belediye sono state unite e trasformate in mahalle, così come i villaggi. Le undici mahalle esistenti della città capoluogo distrettuale sono state conservate. Declassando i belediye e i villaggi, il numero delle mahalle è passato da 26 a 136. Le mahalle sono presiedute come capo ufficiale da un muhtar.
Alla fine del 2020,  in ciascuna di queste ormai 143 mahalle viveva una media di 981 persone: 13 957 abitanti nella più popolosa (Orta Mah.), seguita da vicino da Çay Mah. (12 365), Kirazlıkçay Mah. (12 583) e Sarıcalı Mah. (11 961).